# Хільбуена
Хільбуена (ісп. Gilbuena) — муніципалітет в Іспанії, у складі автономної спільноти Кастилія-і-Леон, у провінції Авіла. Населення — 88 осіб (2010).
Муніципалітет розташований на відстані близько 160 км на захід від Мадрида, 80 км на захід від Авіли.

## Демографія
Динаміка населення (INE ):